# Монадоидни ступањ организације
Монадоидни ступањ организације постоји код оних једноћелијских алги које имају способност активног кретања, јер имају један или више бичева. На површини тела имају ћелијски зид или перипласт, те имају сталан облик тела. Имају једро, цитоплазму, пластиде, као и контрактилне вакуоле, стигму и ризопласте.